# Paul Scranowitz
Paul Scranowitz (Lebensdaten unbekannt) war ein deutscher Fußballspieler. Er erreichte mit dem BTuFC Viktoria 89 dreimal in Folge das Endspiel um die Deutsche Meisterschaft und wurde einmal Deutscher Meister.

## Karriere
Scranowitz gehörte dem BTuFC Viktoria 89 an, für den er in den Spielzeiten 1904/05 bis 1908/09 in den vom Verband Berliner Ballspielvereine durchgeführten Berliner Meisterschaften als Torhüter zum Einsatz kam und diese auch dreimal in Folge gewann. Infolgedessen waren er und seine Mannschaft auch dreimal in der Endrunde um die Deutsche Meisterschaft vertreten. Er bestritt insgesamt alle neun Endrundenspiele, wobei er dreimal das Finale erreichte. Verlor er nach dem zuvor erfolgreichen Viertel- und Halbfinale noch am 19. Mai 1907 in Mannheim mit 1:3 das Finale gegen den Freiburger FC, so gewann er mit seiner Mannschaft am 7. Juni 1908 in Berlin mit 3:1 das Finale gegen den FC Stuttgarter Cickers. Sein letztes Endrundenspiel war das am 30. Mai 1909 in Breslau mit 2:4 verlorene Finale gegen den FC Phönix Karlsruhe.

## Erfolge
- Deutscher Meister 1908
- Zweiter der Deutschen Meisterschaft 1907, 1909
- Berliner Meister 1907, 1908, 1909